# Рестриктор

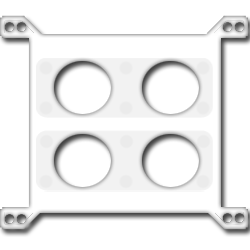
Малюнок рестриктору перегонів NASCAR

Повітряний рестриктор або пластина обмежувач повітряного потоку — це пристрій, що встановлюється на вході в повітрезабі́рник двигуна внутрішнього згоряння, щоб обмежити його потужність. Такий пристрій використовується в основному в транспортних засобах, які беруть участь в автоперегонах обмежуючі їх максимальну швидкість і таким чином підвищуючі безпеку та забезпечуючі рівний рівень конкуренції між учасниками змагань.

## Автоперегони
Повітряний рестриктор використовуються в різноманітних серіях гонок та ралі
- Deutsche Tourenwagen Masters 4000 см³, 470 к.с.
- 24 години Ле-Мана використовується також в американський серії перегонів, в серії прототипів та напів Ле-мані
- Чемпіонат Формула 3, 2000 см³, 215 к.с.
- Серії NASCAR: NEXTEL Cup Series, Daytona International Speedway та Talladega Superspeedway
- Міжнародна Автомобільна Федерація в багатьох серіях під її егідою, наприклад FIA GT

## ФАУ
Автомобільна федерація України зобов'язує встановлювати рестриктор в ралійних перегонах згідно з п. 5.1.8.3 Технічних вимог для повнопривідних автомобілів з атмосферними двигунами, з робочим обсягом циліндрів від 1600 до 3000 см³, або із двигунами з турбонаддувом і рестрикторами з еквівалентним обсягом меншим або рівним 3000 см³, мінімальна вага встановлено 1230 кг.
Згідно з пунктом 5.1.8.3 усі автомобілі із приводом на одну вісь з робочим обсягом більш 1600 см³ деталі, що й використовують омологовані в Кит-Варіанті (VK), повинні бути оснащені рестриктором впуску, згідно з їхньою картою омологації.
Усі автомобілі з наддуванням повинні бути оснащені рестриктором, закріпленим на корпусі компресора. Усе повітря необхідне для живлення двигуна повинен проходити через цей рестриктор, який
повинен відповідати наступному: максимальний внутрішній діаметр рестриктора — 34 мм. Він повинен бути витриманий на довжині не менш 3 мм, у напрямку потоку повітря від площини,
перпендикулярної до осі обертання турбіни й розташованої максимально в 50 мм нагору по потоці від площини минаючої через верхні по потоці краю турбінних лопаток
Цей діаметр повинен бути дотриманий, незалежно від температурних умов.
Зовнішній діаметр рестриктора в його самому вузькім місці повинен бути менше ніж 40 мм, і повинен зберігатися на відстані 5 мм із кожної сторони. Установка рестриктора на турбонагнітач повинна бути виконана таким способом, що два гвинти повинні бути повністю вилучені з корпуса компресора або рестриктора, щоб відокремити рестриктор від компресора. Приєднання за допомогою гвинта з голкою не дозволене. Для установки рестриктора, дозволяється видаляти матеріал з корпуса компресора, і додавати його, з єдиною метою установки рестриктора на корпусі компресора. Голівки гвинтів повинні бути просвердлені так, щоб вони могли бути опломбовані. Рестриктор повинен бути зроблений із цільного шматка матеріалу й може мати отвору винятково
для установки й пломбування, яке повинне бути виконане між кріпильними гвинтами, між рестриктором (або з'єднанням рестриктор/корпус компресора), корпусом компресора (або з'єднанням корпус/фланець) і корпусом турбіни (або з'єднанням корпус/фланець).
Для автомобілів з дизельними двигунами, рестриктор повинен мати максимальний внутрішній діаметр 37 мм і зовнішній діаметр 43 мм, з урахуванням умов, викладених вище (цей діаметр може бути
переглянутий у будь-який момент без попереднього повідомлення. У випадку двигуна із двома паралельними компресорами, кожний компресор повинен бути обмежений рестриктором з максимальним внутрішнім діаметром 24 мм і максимальним зовнішнім діаметром 30 мм, з виконанням описаних вище умов. Цей рестриктор, який обов'язковий для ралі, не заборонений в інших змаганнях, на розсуд учасника.